# Клієнт-серверна архітектура

Модель клієнт-сервер

Архітектура клієнт-сервер є одним із архітектурних шаблонів програмного забезпечення та є домінуючою концепцією у створенні розподілених мережних застосунків і передбачає взаємодію та обмін даними між ними. Вона передбачає такі основні компоненти:
- набір серверів, які надають інформацію або інші послуги програмам, які звертаються до них;
- набір клієнтів, які використовують сервіси, що надаються серверами;
- мережа, яка забезпечує взаємодію між клієнтами та серверами.

Сервери є незалежними один від одного. Клієнти також функціонують паралельно і незалежно один від одного. Немає жорсткої прив'язки клієнтів до серверів. Більш ніж типовою є ситуація, коли один сервер одночасно обробляє запити від різних клієнтів; з іншого боку, клієнт може звертатися то до одного сервера, то до іншого. Клієнти мають знати про доступні сервери, але можуть не мати жодного уявлення про існування інших клієнтів.

## Клієнт та сервер
Дуже важливо ясно уявляти, хто або що розглядається як «клієнт». Можна говорити про клієнтський комп'ютер, з якого відбувається звернення до інших комп'ютерів. Можна говорити про клієнтське та серверне програмне забезпечення. Нарешті, можна говорити про людей, які бажають за допомогою відповідного програмного та апаратного забезпечення отримати доступ до тієї чи іншої інформації.
Загальноприйнятим є положення, що клієнти та сервери — це перш за все програмні модулі. Найчастіше вони знаходяться на різних комп'ютерах, але бувають ситуації, коли обидві програми — і клієнтська, і серверна, фізично розміщуються на одній машині; в такій ситуації сервер часто називається локальним.

### Обов'язки та взаємодія
Модель клієнт-серверної взаємодії визначається перш за все розподілом обов'язків між клієнтом та сервером. Логічно можна відокремити три рівні операцій:
- рівень представлення даних, який по суті являє собою інтерфейс користувача і відповідає за представлення даних користувачеві і введення від нього керуючих команд;
- прикладний рівень, який реалізує основну логіку застосунку і на якому здійснюється необхідна обробка інформації;
- рівень управління даними, який забезпечує зберігання даних та доступ до них.

Дворівнева клієнт-серверна архітектура передбачає взаємодію двох програмних модулів — клієнтського та серверного. В залежності від того, як між ними розподіляються наведені вище функції, розрізняють:
- модель тонкого клієнта, в рамках якої вся логіка застосунку та управління даними зосереджена на сервері. Клієнтська програма забезпечує тільки функції рівня представлення;
- модель товстого клієнта, в якій сервер тільки керує даними, а обробка інформації та інтерфейс користувача зосереджені на стороні клієнта. Товстими клієнтами часто також називають пристрої з обмеженою потужністю: кишенькові комп'ютери, мобільні телефони та ін.

### Приклади
Типовим прикладом клієнт-серверної взаємодії є WWW. Існує величезна кількість вебсерверів, на яких розміщується та чи інша інформація. У найпростішому випадку ця інформація являє собою набір вебсторінок, які можуть зберігатися на сервері у вигляді файлів, розмічених за допомогою мови розмітки HTML. Але ситуація, як правило, є складнішою; значна частина вебресурсів на сучасному етапі є динамічними, тобто вони не існують в заздалегідь підготовленому вигляді, а створюються безпосередньо в процесі обробки запиту від користувача.
Для того, щоб людина, яка працює в Інтернеті, могла переглянути ту чи іншу сторінку, на її комп'ютері повинно бути встановлено відповідне програмне забезпечення. Програми для перегляду вебсторінок називаються браузерами (вебоглядачами). Найпоширеніші браузери: Google Chrome, Internet Explorer, Firefox, Safari і Opera.
Але, крім браузерів, до серверів можуть звертатися і інші клієнти, а саме — автономні програми. Вони можуть передбачати взаємодію з людиною, а можуть працювати в цілком автоматичному режимі. Типовим класом таких програм є роботи, призначені для автоматичного перегляду вебресурсів. Зокрема, роботи є важливим елементом пошукових систем і використовуються ними для перегляду сторінок і збору інформації про них.
Для запиту до вебсервера клієнтська програма повинна задати розташування комп'ютера, на якому розміщується серверна програма, назву потрібного документа і, можливо, інші дані, які специфікують запит. Мережа забезпечує знаходження сервера і передачу йому клієнтського запиту. Серверні програми обробляють цей запит, відповідь пересилається по мережі клієнтові.

## Трирівнева архітектура
Трирівнева клієнт-серверна архітектура, яка почала розвиватися з середини 90-х років, передбачає відділення прикладного рівня від управління даними. Відокремлюється окремий програмний рівень, на якому зосереджується прикладна логіка застосунку. Програми проміжного рівня можуть функціювати під управлінням спеціальних серверів застосунків, але запуск таких програм може здійснюватися і під управлінням звичайного вебсервера. Нарешті, управління даними здійснюється сервером даних.
Для роботи з системою користувач використовує стандартне програмне забезпечення — звичайний браузер. Це позбавляє його необхідності завантажувати та інсталювати спеціальні програми (хоча інколи така необхідність все-таки виникає). Але користувачеві слід надати в розпорядженні інтерфейс, який дозволяв би йому взаємодіяти з системою і формувати запити до неї. Форми, що визначають цей інтерфейс, розміщуються на вебсторінках та завантажуються разом з ними.
Вебоглядач формує запит та пересилає його до сервера, який здійснює обробку. При необхідності сервер викликає серверні програмні модулі, які забезпечують обробку запиту і в разі потреби звертаються до сервера даних. Сервер даних здійснює операції з даними, що зберігаються в системі та складають її інформаційну основу. Зокрема, він може здійснити вибірку з інформаційної бази відповідно до запиту та передати її модулю проміжного рівня для подальшої обробки. Дані, з якими працює сервер даних, найчастіше організовані як реляційна база даних.
Найчастіше вебсервер і серверні модулі проміжного рівня розміщуються на одному комп'ютері, хоч і являють собою окремі і логічно незалежні програмні модулі.

### Приклади
На сучасному етапі для програмування модулів проміжного рівня використовується мова серверних сценаріїв PHP, а для управління даними — система керування базами даних MySQL. Таким чином, зв'язку PHP-MySQL слід розглядати як стандартний інструмент для створення порівняно простих інтерактивних вебсайтів та систем електронної комерції; близько 90% комерційних систем сьогодні[коли?] створюється саме на цій основі. Водночас як засоби управління даними, так і middleware-засоби можуть бути найрізноманітнішими. Так, для створення серверних застосунків, крім PHP, широко застосовуються Java, Perl, Python. Взагалі, технології створення розподілених, зокрема вебдодатків, стрімко розвиваються. Слід згадати про технології EJB (Enterprise Java Beans), CORBA, а також про .NET — порівняно нову ініціативу компанії Microsoft. Для зберігання даних та їх передачі часто використовується так звана розширювана мова розмітки XML (Extensible Markup Language).